# Alexandre Millerand
Alexandre Millerand (ur. 10 lutego 1859 w Paryżu, zm. 7 kwietnia 1943 w Wersalu) – socjalistyczny polityk francuski, premier i prezydent Francji.

## Życiorys
Z zawodu adwokat i dziennikarz, od roku 1885 deputowany, socjalistyczny zwolennik uspołecznienia wszystkich dóbr. W latach 1899–1902 minister handlu, najpierw za przyzwoleniem swej partii, później jako radykał mieszczański zaczął przechodzić stopniowo na prawicę. W 1904 został wykluczony z partii lewicy. Związany był z Francuską Sekcją Międzynarodówki Robotniczej, tzw. SFIO. W 1905 podpisał zmianę ustawy na dziesięciogodzinny dzień pracy i ubezpieczenie na starość. W latach 1909–1911 minister komunikacji, stłumił strajk kolejowy. Był ministrem wojny w latach 1912–1913 i 1914–1915 i swoją energią przyczynił się w znacznej mierze do zahamowania pochodu Niemców nad Marną. Ustąpił z urzędu w 1915, w latach 1919–1920 był nadkomisarzem dla Alzacji i Lotaryngii.
Pełnił urząd ministra spraw zagranicznych, a następnie premiera Francji od 20 stycznia do 23 sierpnia 1920. Po ustąpieniu Paula Deschanela został wybrany prezydentem republiki i był nim w okresie od 23 września 1920 do 11 czerwca 1924.
W 1921 odznaczony szwedzkim Orderem Serafinów, a 13 lipca tego samego roku polskim Orderem Orła Białego.
Był jednym z głównych przywódców Bloku Narodowego, prowadził jego politykę na zewnątrz (okupacja Zagłębia Ruhry) oraz w stosunkach wewnętrznych. Zwycięstwo wyborcze Kartelu Lewicy w 1924 zmusiło go do ustąpienia. Po ustąpieniu z urzędu od 1926 do 1940 pełnił urząd senatora.
Został pochowany na Cmentarzu Passy.